# Wikipedia en kazajo
La Wikipedia en kazajo o Уикипедия es la versión de Wikipedia en este idioma. 
Iniciada en junio de 2002, en 2011 pasó de apenas 7000 artículos a más de 100 000 debido, en gran parte, a la incorporación masiva de materiales desde la gubernamental Enciclopedia Kazaja, de acuerdo con la licencia de Creative Commons CC BY-SA. Esta operación fue realizada por la fundación WikiBilim y financiada por el fondo soberano del país, ambos vinculados al gobierno kazajo.
Varios estudios han criticado que, a raíz del copiado masivo de la Enciclopedia Kazaja, cuyo contenido refleja el punto de vista del gobierno del país, la neutralidad de la Wikipedia en kazajo es muy escasa.
Hoy en día esta versión de la enciclopedia contiene la cifra de 238 892 artículos. Tiene 164 501 usuarios, de los cuales 319 son activos. 
Una característica muy particular es que se escribe en tres tipos de escritura diferentes: alfabeto cirílico, latino y árabe.